# Mimoides ilus
Mimoides ilus är en fjärilsart som först beskrevs av Fabricius 1793.  Mimoides ilus ingår i släktet Mimoides och familjen riddarfjärilar. Inga underarter finns listade i Catalogue of Life.

## Bildgalleri

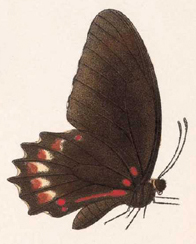